# Tora e Piccilli
Tora e Piccilli là một đô thị ở tỉnh Caserta trong vùng Campania của Ý, có vị trí cách khoảng 60 km về phía tây bắc của Naples and about 40 km về phía tây bắc của Caserta. Tại thời điểm ngày 31 tháng 12 năm 2004, đô thị này có dân số 1.038 người và diện tích là 12,5 km².
Tora e Piccilli giáp các đô thị: Conca della Campania, Marzano Appio, Presenzano.